# A-O-K
A-O-K è un singolo del cantante statunitense Tai Verdes, pubblicato l'11 giugno 2021 come quinto estratto dal primo album in studio TV.

## Video musicale
Il video musicale, diretto da Logan Meis, è stato reso disponibile su YouTube il 18 maggio 2021.

## Tracce
1. A-O-K (con Manuel Turizo) – 3:13

## Remix
Il 10 settembre 2021 è stato reso disponibile il remix ufficiale del brano realizzato in collaborazione con il rapper statunitense 24kGoldn.

### Video musicale
Un videoclip per la nuova versione è stato reso disponibile il 14 settembre 2021.

### Tracce
1. A-O-K (con 24kGoldn) – 3:01

## Classifiche

### Classifiche settimanali
| Classifica (2021) | Posizione massima |
| ----------------- | ----------------- |
| Australia         | 24                |
| Canada            | 20                |
| Irlanda           | 48                |
| Nuova Zelanda     | 26                |
| Regno Unito       | 92                |
| Stati Uniti       | 34                |

### Classifiche di fine anno
| Classifica (2021) | Posizione |
| ----------------- | --------- |
| Canada            | 65        |

## Date di pubblicazione
| Paese                 | Data              | Formato                      | Versione  | Nota   |
| --------------------- | ----------------- | ---------------------------- | --------- | ------ |
| Stati Uniti d'America | 8 giugno 2021     | Contemporary hit radio       | Originale | [ 7 ]  |
| Italia                | 11 giugno 2021    | Contemporary hit radio       | Originale | [ 17 ] |
| Mondo                 | 10 settembre 2021 | Download digitale, streaming | Remix     | [ 18 ] |